# Wybory parlamentarne w Indonezji w 1971 roku
Wybory parlamentarne w Indonezji w 1971 roku odbyły się 3 czerwca. Były to pierwsze wybory zorganizowane w kraju po przejęciu władzy przez gen. Suharto (drugie w historii niepodległej Indonezji po wyborach z 1955 roku). Do zdobycia w wyborach było 360 mandatów w liczącej 460 miejsc Izbie Reprezentantów. Pozostałe 100 miejsc było zarezerwowane dla przedstawicieli armii oraz osób wydelegowanych przez Suharto.  

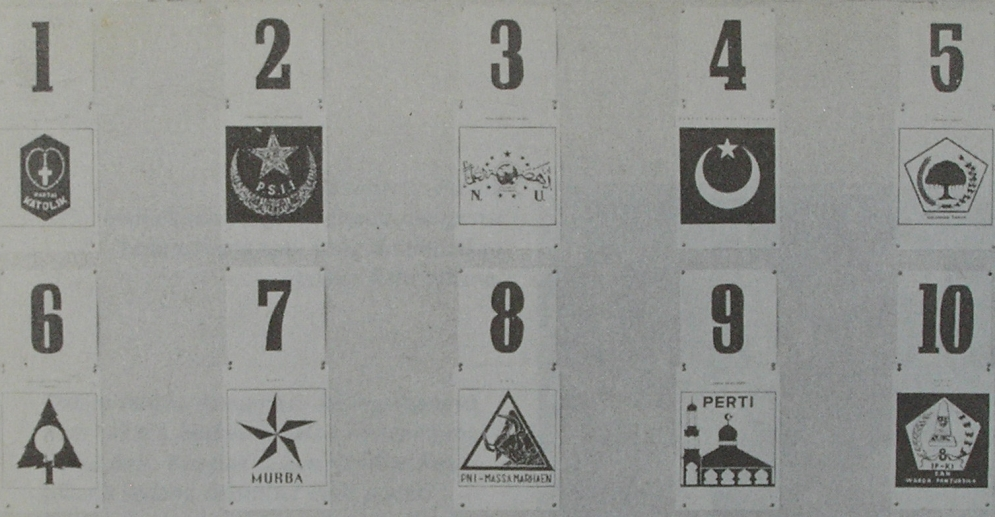
Symbole ugrupowań biorących udział w wyborach

## Tło historyczne
Po wojskowym zamachu stanu, administracja wojskowa Suharto podjęła decyzję, iż organizacja Golkar będzie stanowić oficjalną reprezentację polityczną dla nowego reżimu. Oficjalna propaganda podkreślała przy tym, iż Golkar nie jest partią polityczą, a "sekretariatem grup funkcjonalnych" utworzonym ponad podziałami politycznymi. Wybory parlamentarne w zamyśle Suharto, miały ukazać poparcie jakim rzekomo cieszył się Nowy Ład pośród obywateli Indonezji.
Początkowo wybory były zaplanowane na rok 1968 jednak ze względu na fakt, iż Golar w owym czasie nie był zbyt rozpoznawalną organizacją w całej Indonezji, Suharto podjął decyzję o przesunięciu  terminu wyborów. Według nowych wytycznych, miały się one odbyć nie później niż 5 czerwca 1971 roku. 

## Manipulacje wyborcze
W celu osłabienia innych ugrupowań, reżim rozpoczął ogólnokrajową akcję dyskredytowania głównych partii politycznych, które mogłyby zagrozić pozycji Golkar (przede wszystkim Indonezyjska Partia Narodowa oraz Parmusi będąca następczynią zdelegalizowanej wcześniej organizacji Masyumi). Ponadto, w wyborach nie mogła wziąć udziału zdelegalizowana Komunistyczna Partia Indonezji będąca jedną z głównych sił politycznych w kraju przed objęciem władzy przez Suharto. Co więcej, członkom KPI oraz organizacjom z nią powiązanych odebrano bierne i czynne prawo wyborcze.
Urzędnicy oraz osoby pracujące w administracji państwowej w wielu przypadkach w sposób pośredni i bezpośredni byli zmuszani do głosowania na Golkar. Same urzędy zaś, miały obowiązek udokumentowania, iż "zebrały" odpowiednią liczbę głosów dla ugrupowania.
System wyborczy w porównaniu do wyborów z 1955 roku wspierał większe ugrupowania polityczne. Miejsca w parlamencie były przydzielane na podstawie wyników z poszczególnych okręgów wyborczych, podczas gdy w 1955 roku przydzielano je na podstawie wyników ogólnokrajowych.

## Wyniki
| Ugrupowania                               | Ilość głosów | %     | Zdobyte mandaty |
| ----------------------------------------- | ------------ | ----- | --------------- |
| Golkar                                    | 34 348 673   | 62,80 | 236             |
| Nahdatul Ulama                            | 10 213 650   | 18,67 | 58              |
| Indonezyjska Partia Narodowa              | 3 793 266    | 6,94  | 20              |
| Parmusi                                   | 2 930 746    | 5,36  | 24              |
| Indonezyjska Unia Islamska                | 1 308 237    | 2,39  | 10              |
| Indonezyjska Partia Chrześcijańska        | 733 359      | 1,34  | 7               |
| Partia Katolicka                          | 603 740      | 1,10  | 3               |
| Stowarzyszenie Edukatorów Islamskich      | 381 309      | 0,69  | 2               |
| Liga Zwolenników Niepodległości Indonezji | 388 403      | 0,62  | -               |
| Partia Murba                              | 48 126       | 0,09  | -               |
| Łącznie                                   | 54 699 509   | 100%  | 360             |